# Ontsporing

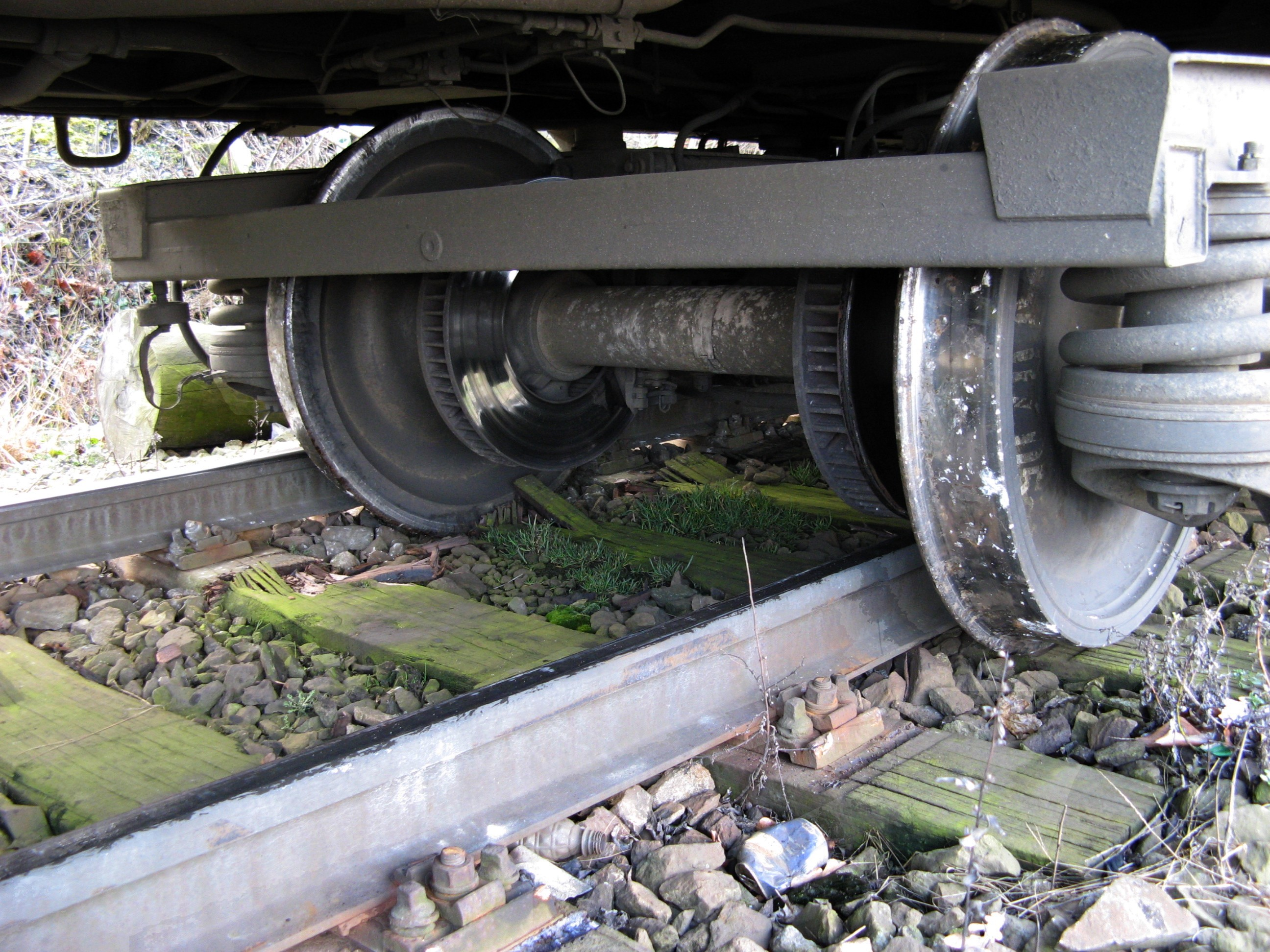
Ontsporing van een EC 107 Praha in Praag (2007)

Een ontsporing is een ongeluk op een spoorbaan, waarbij de wielen van een spoorvoertuig (trein, tram, metro) uit de rails lopen. Een groot deel van het voertuig kan dan buiten de sporen raken of omslaan, en aangekoppelde wagons meesleuren. Een ontsporing kan mensenlevens eisen en zware schade veroorzaken.

## Oorzaken
De belangrijkste oorzaken van ontsporingen zijn:
- Gebreken aan de spoorbaan
  - Gebroken rails
  - Spoorspattingen, slingers in de rails
  - Slijtage van wissels
- Gebreken aan de trein
  - Gebroken wielen of wielassen
- Niet correct opvolgen van spoorwegseinen
  - Te hoge snelheid
- Rijden over een ontspoorinrichting (zie hieronder)

## Ontspoorinrichting
Een ontspoorinrichting is een voorziening om een gecontroleerde ontsporing te veroorzaken met als doel te voorkomen dat spoorwagons  naar een plaats rijden waar ze schade of groot gevaar kunnen veroorzaken.

## Overdrachtelijk
Het woord ontsporing wordt in overdrachtelijke zin ook gebruikt om aan te duiden dat iets of iemand 'uit de koers raakt'.

## Verwijzingen
1. ↑  Zie bijvoorbeeld  Spoorwegbureau van de Europese Unie, RAILWAY SAFETY PERFORMANCE IN THE EUROPEAN UNION — 2016 (pdf) pagina 38 (september 2016).
2. ↑  Derailleren (ontsporen), www.etymologiebank.nl (geraadpleegd op 21 juli 2013)

## Foto's en video

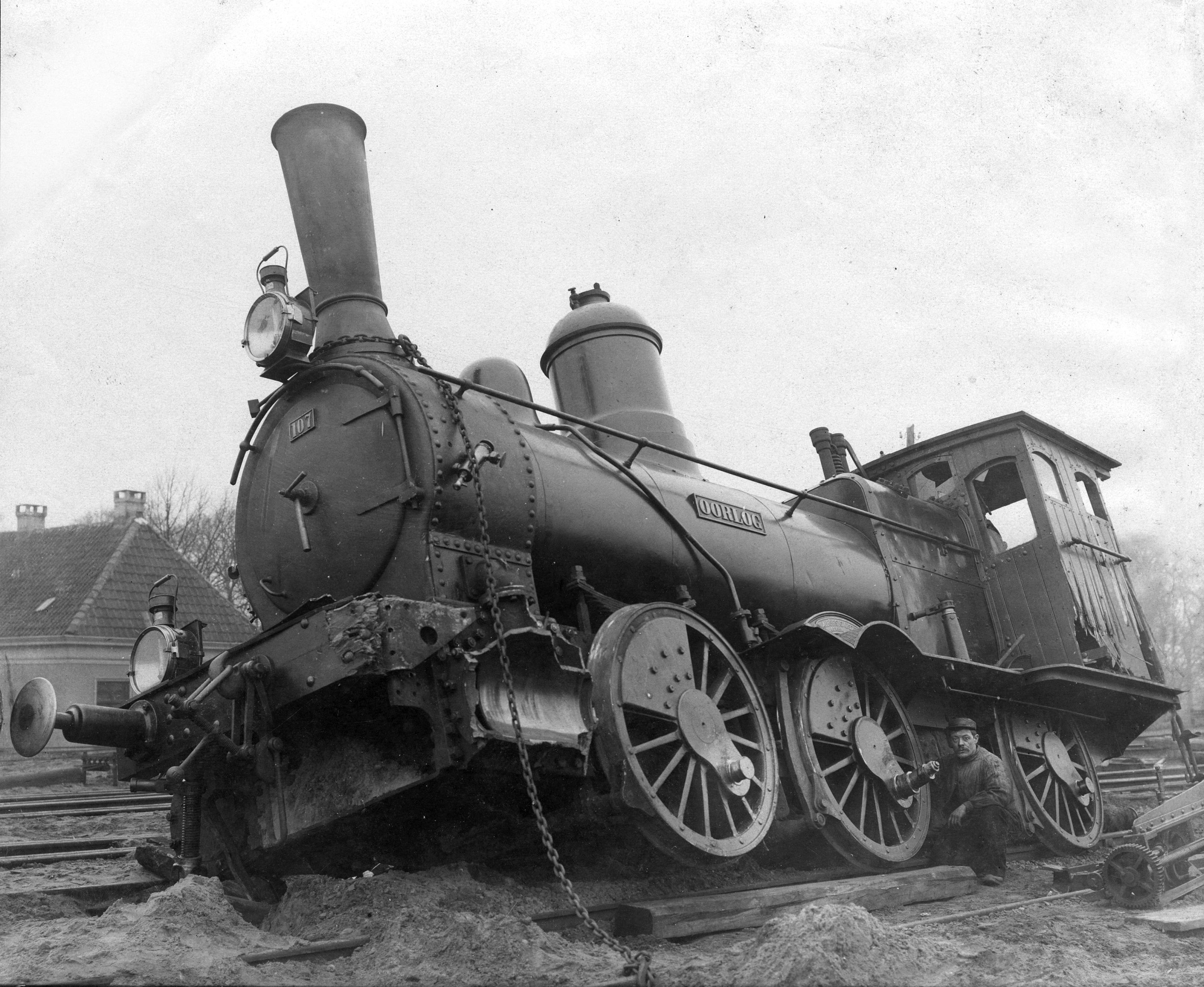
De ontspoorde locomotief HSM 107 Oorlog na een aanrijding in Haarlem (1912)
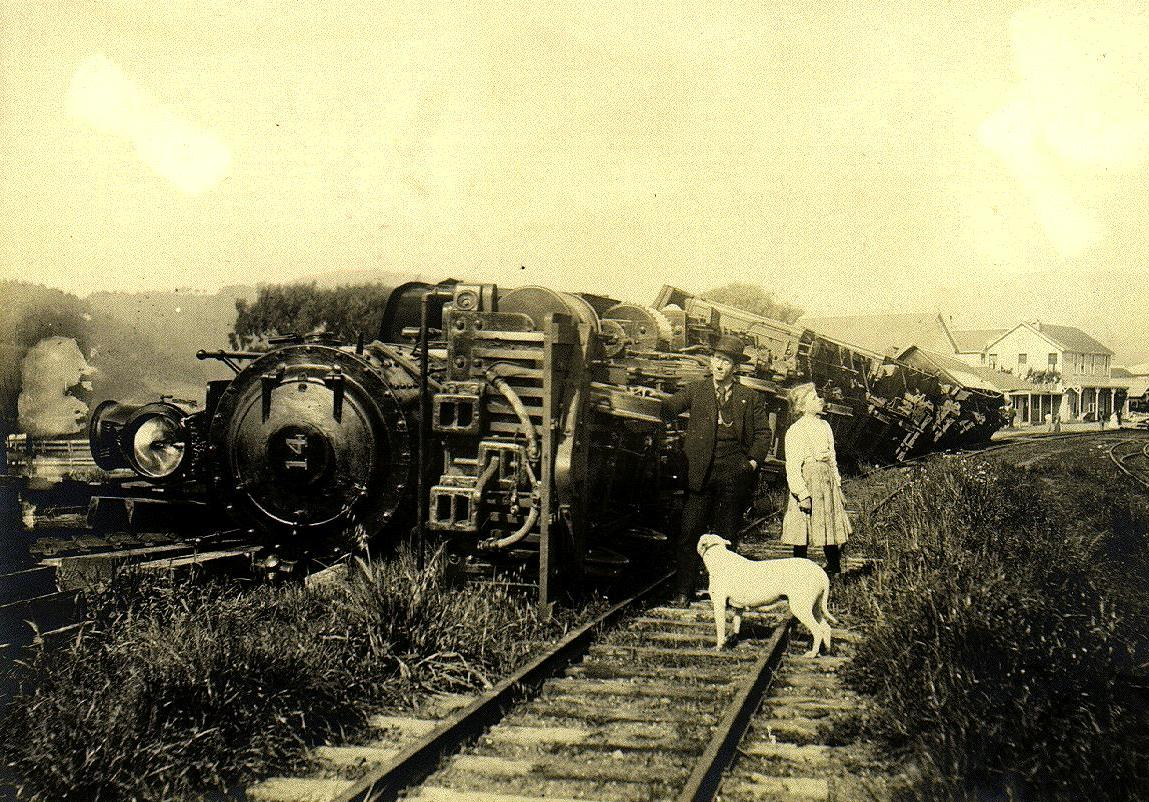
Locomotief ontspoord als gevolg van de aardbeving van San Francisco in 1906
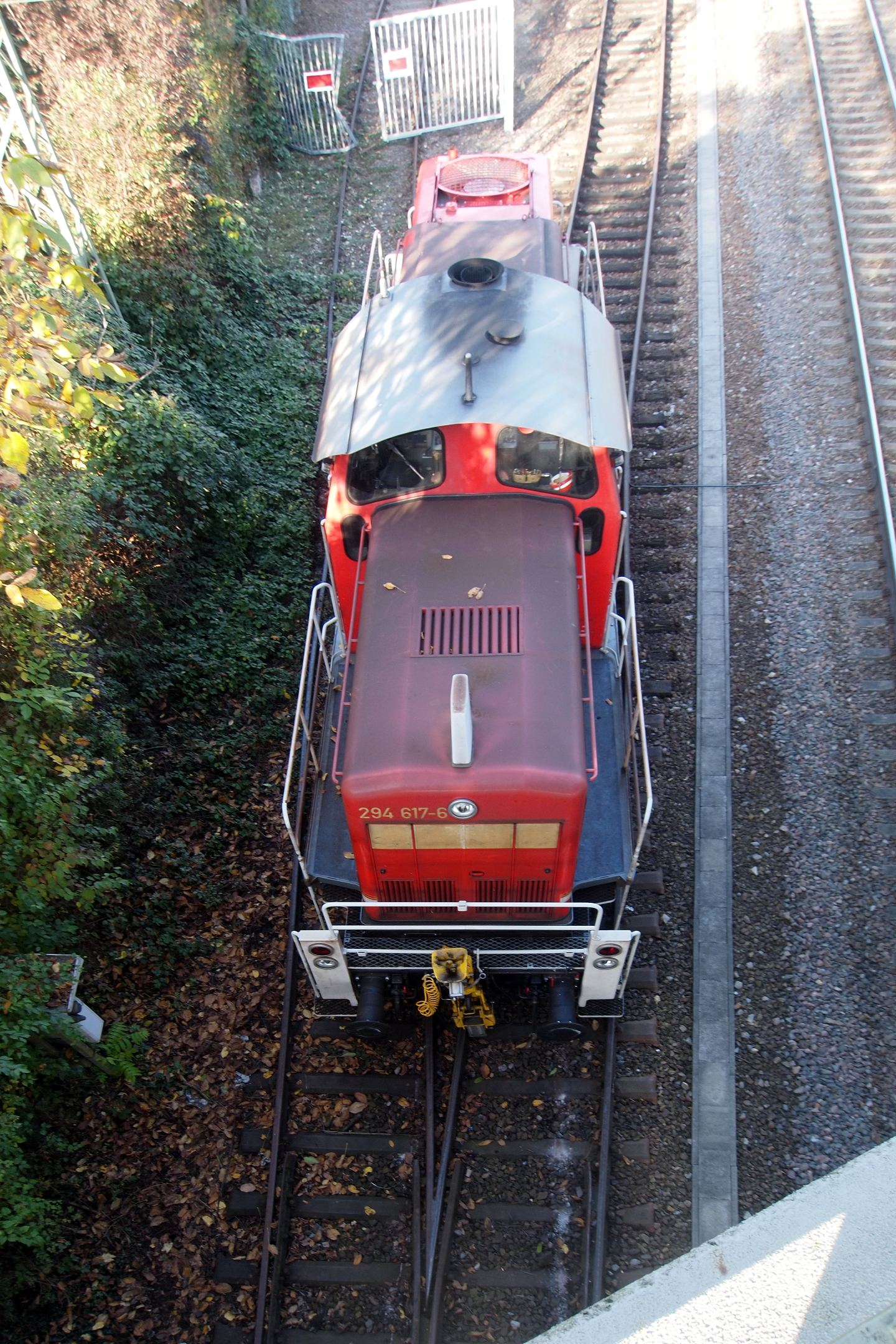
Ontspoorde rangeerlocomotief
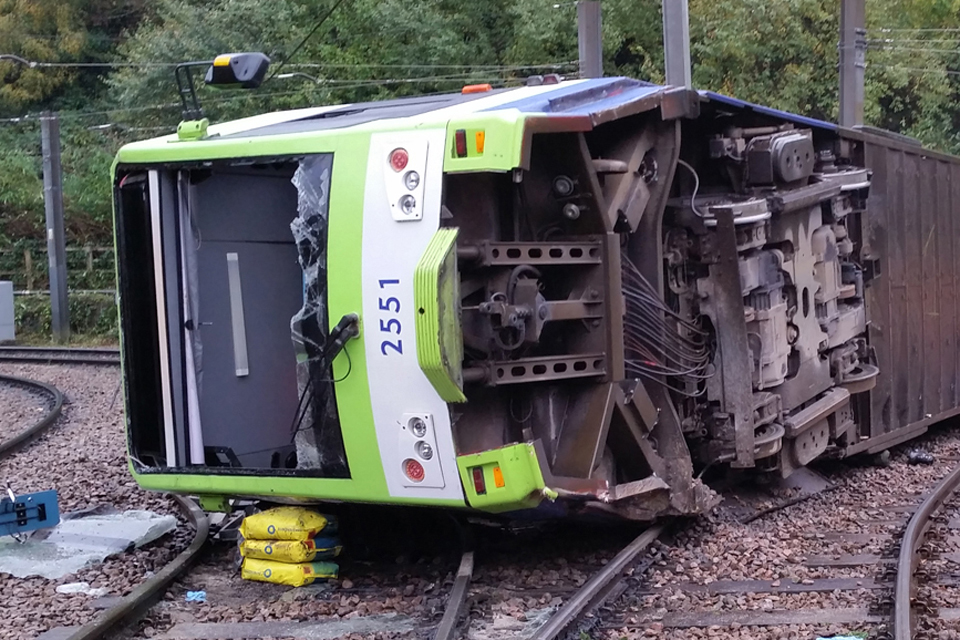
Tram ontspoord op Tramlink in Londen (2016)
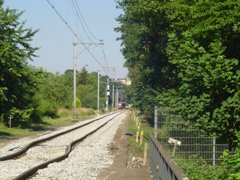
Spoorspatting bij Landgraaf, juli 2006
- Bergen van ontspoorde trein in Amsterdam Oost in 1938